# Baon
Baon – miejscowość i gmina we Francji, w regionie Burgundia-Franche-Comté, w departamencie Yonne.
Według danych na rok 1990 gminę zamieszkiwały 43 osoby, a gęstość zaludnienia wynosiła 5 osób/km² (wśród 2044 gmin Burgundii Baon plasuje się na 867. miejscu pod względem liczby ludności, natomiast pod względem powierzchni na miejscu 1008.).